# Ṣ
Ṣ (en minúscula : ṣ) es una letra del alfabeto latino extendido formada a partir de una S con la adición de un punto debajo.

## Uso
Sus usos incluyen:
- En la ortografía Álvarez/Hale del idioma tohono oʼodham para representar la retrofleja [ʂ] (Akimel O'odham y Saxton/Saxton usan <sh> en su lugar)
- En la transliteración de idiomas índicos para representar la retrofleja [ ʂ ]
- En la transcripción de lenguas afroasiáticas (principalmente lenguas semíticas) para representar una «s enfática» [sˤ] como en el árabe ص (Ṣād) o como en el hebreo צ (Tzade/Ṣādī) según es pronunciada por los judíos de Yemen y el norte de África. Con idéntico uso aparece en el alfabeto bereber latino.
- En la ortografía yoruba de Nigeria para representar la sibilante palato-alveolar sorda (el sonido del inglés «sh»)

Letra fenicia ṣade

## Codificación digital
En HTML, se representa Ṣ con las entidades & #7778; y ṣ: & #7779;.
Los puntos de código Unicode son U+1E62 para Ṣ y U+1E63 para ṣ, ubicadas  en el bloque Latino extendido adicional.
| Carácter      | Ṣ                                     | Ṣ                                     | ṣ                                   | ṣ                                   |
| ------------- | ------------------------------------- | ------------------------------------- | ----------------------------------- | ----------------------------------- |
| Unicode       | LATIN CAPITAL LETTER S WITH DOT BELOW | LATIN CAPITAL LETTER S WITH DOT BELOW | LATIN SMALL LETTER S WITH DOT BELOW | LATIN SMALL LETTER S WITH DOT BELOW |
| Codificación  | decimal                               | hex                                   | decimal                             | hex                                 |
| Unicode       | 7778                                  | U+1E62                                | 7779                                | U+1E63                              |
| UTF-8         | 225 185 162                           | E1 B9 A2                              | 225 185 163                         | E1 B9 A3                            |
| Ref. numérica | &#7778;                               | &#x1E62;                              | &#7779;                             | &#x1E63;                            |